# Paryphoconus macifei
Paryphoconus macifei är en tvåvingeart som beskrevs av Lane 1946. Paryphoconus macifei ingår i släktet Paryphoconus och familjen svidknott. Inga underarter finns listade i Catalogue of Life.